# Giuseppe Majorana
Giuseppe Majorana Campisi (Catania, 23 settembre 1863 – Catania, 23 dicembre 1940) è stato un economista, statistico e politico italiano.

## Biografia
Primogenito di Salvatore Majorana Calatabiano e Rosa Campisi, fu fratello di Angelo, Dante, Quirino e Fabio, e zio di Ettore. Fu professore di statistica nelle università di Messina (1889) e di Catania (di quest'ultima fu anche rettore dal 1911 al 1919).
Nel 1895 (XX legislatura del Regno d'Italia) venne eletto Deputato del Regno d'Italia nel collegio di Paternò per la sinistra, così come nella XXII legislatura. Venne confermato anche in occasione delle elezioni del marzo 1909, ma la sua elezione venne annullata nel giugno 1909 per brogli elettorali accertati
Ricevette la nomina come Senatore del Regno d'Italia con Decreto del 18 settembre 1924, ma la sua nomina non fu convalidata.

## Opere principali
Di seguito le sue opere principali:
- Teoria del valore, Roma etc.: Loescher, 1887
- La statistica e l'economia di stato, Roma etc.: E. Loescher e C., 1889
- La statistica teorica e applicata, Firenze: G. Barbera, 1889
- Le leggi naturali dell'economia politica, Roma: Ermanno Loescher, 1890
- Principio della popolazione, Roma : E. Loescher, 1891
- Il credito e le banche, Milano: Società Ed. Libraria, 1901